# Balázs Éva (síelő)
Balázs Éva (Budapest, 1942. szeptember 21. – Karcag, 1992. január 6.) harminchatszoros magyar bajnok sífutó, olimpikon, hatszoros bajnok tájfutó, sportvezető, a Vasas SC Örökös Bajnoka cím birtokosa. A Vasas Sport Club összesített egyéni bajnoki örökrangsorában az első helyet foglalja el. 

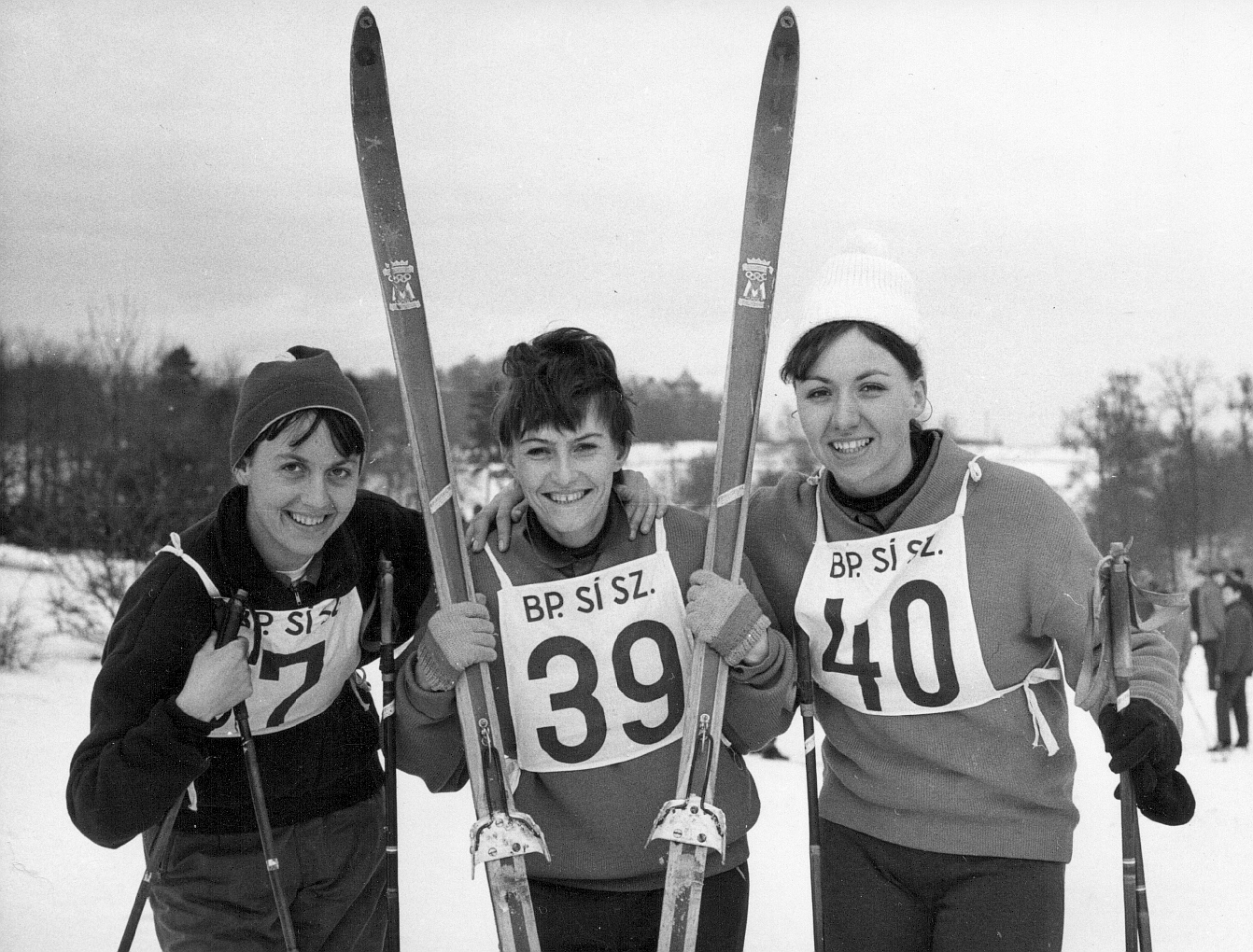
Balról jobbra: Monori Enid, Balázs Éva és Mátis Zsuzsanna sífutók, 1967. január 29.

## Élete
Sífutóként 1957-től 1972-ig a Vasas SC színeiben versenyzett, majd a KISZ KB Honvédelmi és Sportosztályának vezetőjeként dolgozott. Sportolói pályafutása során több mint 60 bajnoki címet szerzett – ezen belül 36 országos felnőtt bajnokságot nyert (15 egyéni, 14 csapat, 7 váltó) -, és közel száz nemzetközi versenyen indult; többek közt két világbajnokságon és két téli olimpián (1964: Innsbruck, 1968: Grenoble). Az 1964-es téli olimpiai játékokon a magyar női váltó tagjaként 8. helyezést ért el.
Monspart Saroltával közösen honosították meg Magyarországon a tájékozódási futást; ebben a sportágban hatszor állhatott a dobogó legfelső fokára, csapatban és váltóban elért eredményei alapján.
  

1969-ben a TF-en testnevelő tanári oklevelet szerzett. 1971-1974 között a Vasas Sc. Tájékozódási Futó Szakosztályának edzőjeként tevékenykedett. Habár sikeres ifjúsági csapatot nevelt ki (későbbi többszörös országos bajnokok is voltak közöttük), a szakosztály megszüntetése idő előtt megállította ezt a munkát. 1975-1978 között a Vasas SC elnökhelyettese volt. 1980-tól 1989-ig a budapesti XVIII. kerületi Darus utcai Általános Iskolában testnevelő tanárként dolgozott. 1986-ban megkapta a Vasas SC Örökös Bajnoka címet. 1992. január 6-án, Karcagon hunyt el. 

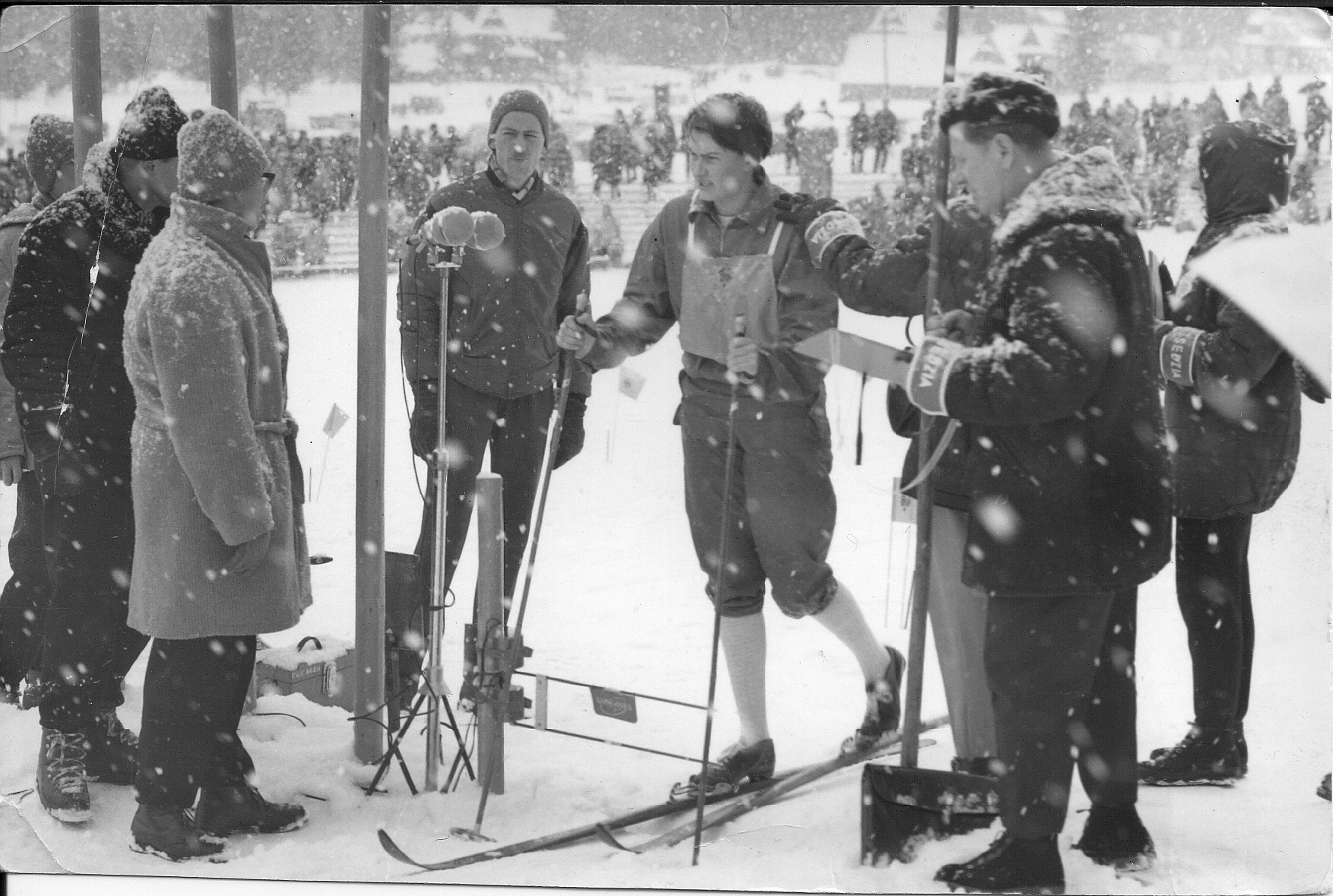
Balázs Éva rajtja a zakopanei világbajnokság 10 km-es női sífutó versenyén, 1962. február 21-én.

## Családja
Édesapja Balázs Károly, édesanyja Novák Erzsébet, az MTI munkatársa volt. 1972. november 2-án kötött házasságot Őzse Sándor gépkazánkezelővel. Fiuk, Balázs, 1974. május 3-án látta meg a napvilágot.